# Ondetia
Ondetia là một chi thực vật có hoa trong họ Cúc (Asteraceae).

## Loài
Chi Ondetia gồm các loài: